# Христо Кърпачев
Христо Иванов Кърпачев (Младен, Янко) е български поет и публицист, деец на БРП (к). Участник в комунистическото Партизанско движение по време на Втората световна война, командир на Народна бойна дружина „Чавдар“.

## Биография
Христо Кърпачев е роден на 24 юли 1911 година в с. Юруклери (от 1921 г. с. Надежда, дн. Кърпачево), Ловешко. Завършва началното училище в родното си село, а след това учи в основно училище в с. Крушуна. Продължава образованието си в Непълната гимназия в гр. Левски. В VII- и гимназиален клас се прехвърля в Държавно педагогическото училище „Цар Борис III“ (Ловеч). Тук прави първите си поетични опити. Средно образование завършва на 10 юли 1930 г. и получава зрелостно си свидетелство с права на редовен начален учител.
Назначен е като начален учител в с. Церецел, Софийско (1930). Учител, общественик, организатор и участник в самодеен театър, общински съветник.
През март 1932 година постъпва в Школата за запасни офицери в гр. Радомир. Завършва успешно курса на обучение по първи разряд. Повишен е във военно звание фелдфебел-школник на 9 февруари 1933 година. Продължава военната служба като подофицер, взводен командир в VIII- и Пехотен полк в гр. Варна. Провежда антивоенна дейност. Арестуван и след процес осъден от Русенския областен военен съд по ЗЗД за нелегална дейност на 12,5 години затвор и 275 000 лв. глоба.
От 1933 до 1940 г. изтърпява присъдата си във Варненския и Сливенския затвор. Тук се запознава с Христо Михайлов, Добри Терпешев, Владо Тричков, Борис Копчев, Райко Дамянов, Петър Нешев, Пело Пеловски, Драгомир Пенчовски, Пеко Таков и др. Продължава поетичното си творчество. Стиховете му са конфискувани от управата на Варненския и Сливенския затвор, като малка част от тях е изнесена по нелегален път.

### Партизанска дейност
След излизането от затвора, се отдава на политическа работа в родния си край, като секретар на околийското ръководство на БРП (к) (Ловеч). Работи като инспектор на Застрахователно дружество „Български Феникс“ за гр. Ловеч и Ловешка околия. Уволнен от работа по ЗЗД. След провал, потърсен от полицията, преминава в нелегалност и става партизанин на 28 октомври 1941 г. Приема партизанско име Младен, Янко. Участва в създаването на първата партизанска бойна единица в Ловешко (1941).
Несменяем организатор на комунистическата въоръжената съпротива в Ловешкия край по времето на Втората световна война. От пролетта на 1942 г. по негова инициатива е създаден първият в страната нелегален партизански вестник „Истина“, в който публикува публицистични статии и е негов редактор.
През март 1943 г. участва в създаването на Народна бойна дружина „Чавдар“, в която се обединяват партизаните от Ловешкия край. Избран е за неин командир. Ръководи и участва в бойни акции. Осъден на смърт задочно по ЗЗД от Плевенския областен военен съд (1943).
Продължава поетичното си творчество. Автор на стихотворенията „Чавдарци“ и „Септемврийци“, по които са създадени Марш на ловешките партизани „Чавдарци“ и „Септемврийци“. Придобиват известност в Съпротивителното движение
На 23 май 1943 г. в местността „Сливешки ливади“ край гр. Ловеч, заедно с Борис Копчев и Дочо Шипков, след предателство води ожесточена престрелка с полицейско и армейско подразделение и загива на 31-годишна възраст. След смъртта му дружината е прегрупирана и прераства в Партизански отряд „Христо Кърпачев“.

### Памет
След 9 септември 1944 г. костите му са погребани в малка гробница-мавзолей заедно с други загинали партизани и ятаци в центъра на Ловеч. Тук е бил издигнат и голям паметник на поета-партизанин (разрушен от управляващите след 10 ноември, за да се построи на негово място църква). Родното му село е наименувано Кърпачево. Средно училище в гр. Ловеч от 1945 до 1992 г., дн. СОУ „Свети Климент Охридски“, централен булевард, градският стадион и местният футболен отбор са носили неговото име.

### Поетично творчество
От поетичното му творчество са публикувани 40 стихотворения, които се печатат след 9 септември 1944 г. в негова стихосбирка, сборници и учебници. Най-известните от тях са „Септемврийци“ и „Чавдарци“.

### Стихотворения
- Септемврийци
- Чавдарци
- Довиждане
- Опиянение
- Огорчение
- Прозрение
- Отрезвение
- Утешение
- Разлюбен
- Моментни настроения
- На една обезнадеждена
- С крилата на спомена
- Пробуждане
- Живота
- Мъка
- Утеха
- Екскурзия на мисълта
- Сън
- Пролет
- В дъждовен ден
- Безцветни дни
- На затвора
- Въздишка
- Една звезда
- През бурна нощ
- Земята
- Погребални дни
- Тревога
- Майчино писмо
- Младата партизанка
- На Мишо Цонев
- Харамия
- Другари
- Обяснение
- На любимата
- Златна есен
- Кажи ми
- Ода на костенурката
- Привет
- ...ученичка[6][7][8]

## Издания
- Христо Кърпачев, Избрани стихотворения, С., 1959, подбор и предговор Веселин Андреев.
- Христо Кърпачев 1911 – 1961 г., Стихотворения, спомени и снимки, Л., 1961, Окръжен народен музей-Ловеч, предговор Дочо Шипков.
- Христо Кърпачев 1911 – 1968 г., Стихотворения, спомени и снимки, Л., 1968, Окръжен народен съвен-Ловеч, предговор Дочо Шипков.
- Христо Кърпачев. Земята на Ботев и Левски. Поезия, публицистика, спомени за поета партизанин, С., 1987, предговор Любомир Левчев.
- Христо Кърпачев, Цветан Спасов, Стихотворения CD, Четат Светослав Добрев и Явор Спасов, ЦАПК Прогрес, С., 2010.
- Христо Кърпачев, Орел зад решетките (стихотворения), Библиотека „Простреляният пегас“ № 1, Издателство „Никола Вапцаров“, С., 2011.
- Христо Кърпачев, Стихотворения, Фототипно издание на тефтерчето му със стихове писани в Сливенския затвор през 1939 г., РИМ – Ловеч, Издателска къща „Нов свят“, Л., 2011.